# 헌법소원심판

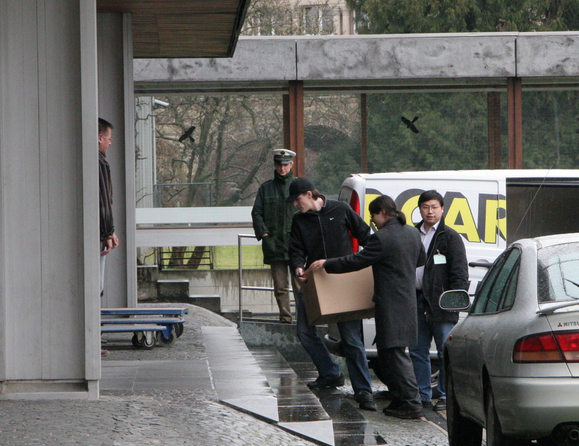

헌법소원심판(憲法訴願審判, 독일어: Verfassungsbeschwerde, 영어: constitutional complaint)은 공권력의 행사 또는 불행사(不行使)로 인하여 헌법상 보장된 기본권을 침해받은 당사자가 법률에 의하여 더는 권리를 구제할 수 없을 때 헌법재판소에 청구하는 헌법에 의한 최후적인 권리구제 절차이다. 이와 관련하여 그동안 헌법재판소는 법률에 의한 구제 절차가 없을 때 할 수 있는 헌법소원 사건에서 "권리구제의 이익이 없다"는 이유로 각하 결정을 하기도 했으나  2018년 물대포 위헌 사건에서 앞서 "물대포를 사용한 집회가 종료되었다는 이유로 기본권 침해가 종료되었다"며 "권리구제의 이익이 없다"는 이유로 각하 결정한 것을 뒤집고 위헌 결정을 했다.

## 요건
- 공권력 행사나 불행사에 의한 기본권 침해의사유가 있음을 안 날부터 90일 이내에, 그 사유가 있는 날부터 1년 이내에 청구하여야 한다.
- 다른 법률에 따른 구제절차를 거친 헌법소원의 심판은 그 최종결정을 통지받은 날부터 30일 이내에 청구하여야 한다. 위헌법률심판제청 신청사건이 기각된 때도 30일 이내로 한다.
- 심판절차에서 당사자인 사인(私人)은 변호사를 대리인으로 선임하지 아니하면 심판청구를 하거나 심판 수행을 하지 못한다. 다만, 그가 변호사의 자격이 있는 경우에는 그러하지 아니하다.
- 그 밖에 헌법소원심판의 청구가 부적법하고 그 흠결을 보정할 수 없는 경우

## 판례
- 국회의장이 국회의원들에게 토론권을 인정하지 아니하고 법률안을 처리하였더라도 국회의원들은 이를 이유로 헌법소원심판을 청구할 수 없다.[4]

- 공권력 작용의 직접적인 상대방이 아닌 제3자라고 하더라도 공권력이 그 제3자의 기본권을 직접적이고 법적으로 침해하는 경우에는 그 제3자에게 자기관련성이 인정된다.[5]

- 법령에 의한 기본권침해의 경우, 원칙적으로 자신의 기본권을 침해당한 자만 헌법소원을 제기할 수 있으나, 법규범의 목적 및 실질적인 규율대상, 법규범에서의 제한이나 금지, 제3자에 미치는 효과나 진지성의 정도 등을 종합적으로 고려하여 법령의 직접적인 수규자가 아닌 제3자에게도 기본권침해의 자기관련성을 예외적으로 인정할 수 있다.[6]

- 단체의 구성원이 기본권을 침해당한 경우 단체가 구성원의 권리구제를 위하여 또는 그를 대신하여 헌법소원심판을 청구하는 것은 원칙적으로 허용되지 아니한다.[7]

- 수혜적 법률의 경우에는 수혜범위에서 제외된 자가 그 법률에 의하여 평등권이 침해되었다고 주장하는 당사자에 해당되고, 당해 법률에 대한 위헌 또는 헌법불합치 결정에 따라 수혜집단과의 관계에서 평등권침해상태가 회복될 가능성이 있다면 기본권 침해성이 인정된다.[8]

- 대통령기록물 소관 기록관이 대통령기록물을 중앙기록물관리기관으로 이관하 는 행위는 ｢대통령기록물관리에 관한 법률｣에 따른 대통령기록물 관리업무 수행 기관의 변경행위로서, 법률이 정하는 권한분장에 따라 업무수행을 하기 위한 국가기관 사이의 내부적･절차적 행위에 불과하므로 ｢헌법재판소법｣ 제68조 제1항에 따른 헌법소원심판의 대상이 되는 공권력의 행사에 해당한다고 볼 수 없다.[9]

- 2021학년도 대학입학전형기본사항 중 재외국민 특별전형 지원자격 가운데 학생의 부 또는 모인 해외근무자와 그 배우자가 학생과 함께 해외에 체류하여야 한다는 부분은 학부모가 전형사항으로 인해 직접 차별을 받는 위치에 있지 않고 자유의 제한, 의무의 부과, 권리 또는 법적 지위의 박탈이 생긴다고 볼 수 없으며, 일정기간 해외에 체류하지 않으면 이 사건 전형사항이 정한 요건을 충족하지 못한다고 하더라도 이로 인한 학부모의 부담은 간접적인 사실상의 불이익에 불과하므로 학부모에 대한 기본권침해의 자기관련성이 인정되지 않는다.[10]

- 당해사건이 부적법한 것이어서 법률의 위헌여부를 따져 볼 필요조차 없이 각하를 면할 수 없는 것일 때에는 ｢헌법재판소법｣ 제68조 제2항에 따른 헌법소원심판 청구는 적법요건인 재판의 전제성을 흠결한다.[11]

- 법률의 시행일 이후 일정한 유예기간을 두고 있는 법령의 경우, ｢헌법재판소법｣ 제68조 제1항에 따른 헌법소원심판의 청구기간의 기산점은 그 법률의 시행일이다.[12]

- 법률조항이 당해 사건의 재판에 직접 적용되지는 않더라도, 그 위헌여부에 따라 당해 사건의 재판에 직접 적용되는 법률조항의 위헌여부가 결정되거나, 당해 재판의 결과가 좌우되는 경우 등 양 규범 사이에 내적 관련이 인정된다면 재판의 전제성을 인정할 수 있다.[13]